# Fasciosminthurus cassagnaui
Fasciosminthurus cassagnaui is een springstaartensoort uit de familie van de Bourletiellidae. De wetenschappelijke naam van de soort is voor het eerst geldig gepubliceerd in 1994 door Nayrolles.